# 기하라 쓰요시
기하라 쓰요시(일본어: 鈴木 太郞, 1909년 9월 28일~1971년 4월 17일)는 일본사회당 소속으로 중의원 의원을 역임한 일본의 정치인이다.
조선총독부에서 검사로 활동했으며 종전 이후에는 본국에 돌아가 변호사로서 생활하다가 정치계에 입문하게 되었다.